# The Stranger (1946)
The Stranger (prt: O Estrangeiro; bra: O Estranho) é um filme estadunidense de 1946, do gênero suspense em estilo noir, escrito (entre outros), dirigido e estrelado por Orson Welles.
Traz imagens de campos de concentração na II Guerra Mundial. Depois de Cidadão Kane, foi o filme de Welles mais bem acolhido pelo público, mas ainda assim não conseguiu lucros no lançamento para os produtores. O filme atualmente está sob domínio público.

## Sinopse
Em 1946, Wilson da Comissão Aliada para os Crimes de Guerra descobre que um fugitivo líder nazista, Franz Kindler, está nos Estados Unidos da América usando uma identidade falsa. Depois de seguir outro nazista, que deixara fugir deliberadamente, Wilson chega à cidade de Harper, Connecticut. Passa a desconfiar de Charles Rankin, um professor universitário da cidade e que está noivo de Mary Longstreet, filha de um juiz da Suprema Corte.

## Elenco
| Actor/Actriz       | Papel                                    |
| ------------------ | ---------------------------------------- |
| Edward G. Robinson | Wilson                                   |
| Loretta Young      | Mary Longstreet Rankin                   |
| Orson Welles       | Franz Kindler / Professor Charles Rankin |
| Philip Merivale    | Juiz Adam Longstreet                     |
| Richard Long       | Noah Longstreet                          |
| Konstantin Shayne  | Konrad Meinike                           |
| Byron Keith        | Dr. Jeffrey Lawrence                     |
| Billy House        | Sr. Potter                               |
| Martha Wentworth   | Sara                                     |

## Principais prêmios e indicações
Oscar 1947 (EUA)
- Indicado na categoria de melhor roteiro original[carece de fontes?]

Festival de Veneza 1947 (Itália)
- Indicado ao Leão de Ouro[carece de fontes?]